# Le Baptême de Zénobe et son Ordination en tant qu'évêque
Le Baptême de Zénobe et son Ordination en tant qu'évêque (en italien, San Zanobi rifiuta di unirsi in matrimonio, Battesimo di san Zanobi, Battesimo della madre di san Zanobi, San Zanobi consacrato vescovo di Firenze da san Damaso I ) est un tableau réalisé par le peintre italien Sandro Botticelli vers 1500. Cette tempera sur bois est la première des quatre qui constituent les Scènes de la vie de saint Zénobe, que l'artiste consacre à Zénobe de Florence. L'œuvre est conservée à la National Gallery, à Londres, au Royaume-Uni.

## Description
Quatre scènes de sa jeunesse,  conjointes dans un même décor, une rue de Florence et une loggia,  le représentent dans une même continuité narrative  (les colonnes de cette loggia permettant de séparer astucieusement les storie des scènes) avec, de gauche à droite : 
- son renoncement à son épouse (San Zanobi rifiuta di unirsi in matrimonio) ;
- son baptême (Battesimo di san Zanobi) ;
- celui de sa mère (Battesimo della madre di san Zanobi) ;
- et enfin son ordination en tant qu'évêque (San Zanobi consacrato vescovo di Firenze da san Damaso I).